# 克絲汀·普萊斯
克絲汀·普萊斯（Kirsten Price，1981年11月13日—）是名美國色情演員及模特兒。
普萊斯出生於羅德島州普洛威頓斯，成長於麻州。 她在2005年與邪惡影像簽下合約前為一名裸體模特兒及脫衣舞者。
2004年10月9日，普萊斯與色情男星巴雷特·布雷德結婚，目前兩人已離婚。
2006年，她是真人實境秀《My Bare Lady》的四名決賽者之一。
她曾在知名電視影集《單身毒媽》中客串演出一個小角色。 客串該集的色情影星還有潔西卡·傑姆斯（Jessica Jaymes）和萊星頓·史提爾。
普萊斯與色情女星凱登·克羅斯和喜劇演員 戴夫·阿特爾 共同主持2010年成人影帶新聞獎。

## 獎項

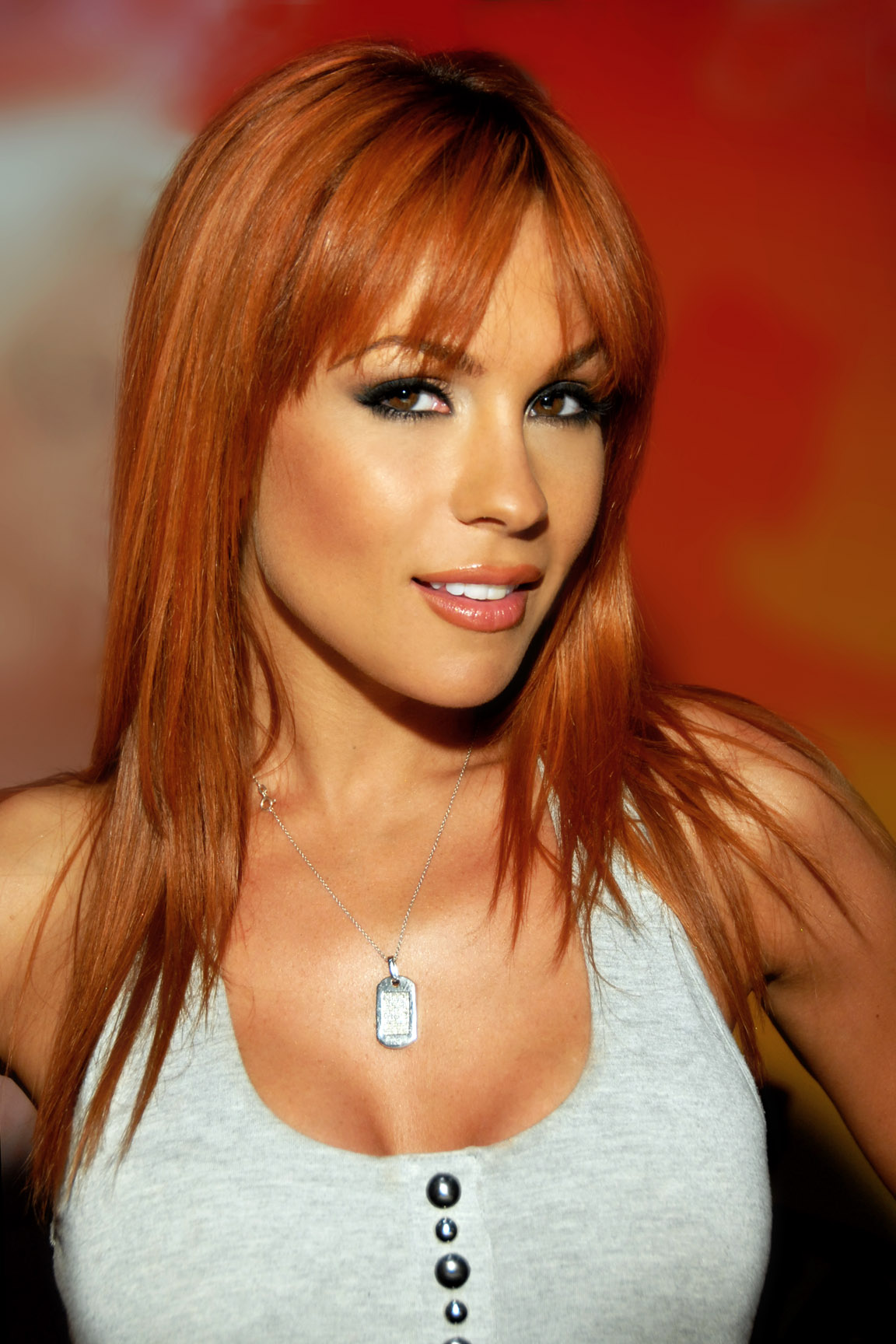
2010年普萊斯在Exxxotica成人博覽會上

- 2007 成人影帶新聞獎 – 最佳女配角 (影片) –《Manhunters》[5]
- 2007 成人影帶新聞獎 – 最佳團體性愛場景 (影片) –《FUCK》[5]
- 2010 成人影帶新聞獎 – 最佳團體性愛場景 –《2040》[6]

## 外部連結
- 官方网站
- 克絲汀·普萊斯在互联网电影资料库（IMDb）上的資料（英文）
- 克絲汀·普萊斯在網際網路成人電影資料庫
- 成人電影資料庫上克絲汀·普萊斯的资料（英文）